# Èlia Anastàsia
Ino, en grec Ἰνὼ, anomenada després Èlia Anastàsia, en llatí Aelia Anastasia, va ser una emperadriu consort de l'emperador romà d'Orient Tiberi II, i Augusta des de l'any 578 fins a la seva mort.
Segons Joan d'Efes, un historiador del segle VI, Ino va néixer a les costes de Bitínia, a l'illa de Dafnúsia. Es va casar amb un optio anomenat Ioannes, un militar de baixa graduació. Van tenir una filla que van prometre en matrimoni a Tiberi, però el marit i la filla van morir poc després de signar el pacte matrimonial i Ino es va casar amb Tiberi en lloc de la seva filla morta. Joan d'Efes diu que van tenir dues filles, Constantina i Charito, i un fill que devia morir abans de què Tiberi fos nomenat cèsar.
Justí II va nomenar Tiberi coemperador, que es va convertir en l'únic emperador quan Justí va morir el 5 d'octubre de l'any 578. Segons Joan d'Efes, Sofia, la vídua de Justí II, va enviar al patriarca Eutiqui de Constantinoble per tal de convèncer Tiberi de divorciar-se d'Ino. Però Tiberi es va negar a acceptar l'oferta de matrimoni que li va fer Sofia.
Tiberi va témer per la seguretat de la seva dona i els seus fills i els va traslladar al Palau d'Hormisdas, vora Constantinoble en un vaixell a mitja nit. Va organitzar immediatament una trobada entre Ino, Eutiqui i els membres del senat romà d'Orient, on Ino va ser proclamada emperadriu en una cerimònia pública i va rebre el títol d'Augusta.
Segons Joan d'Efes, el nom d'Ino es considerava poc adequat per a una emperadriu cristiana perquè tenia connotacions paganes. Segons la mitologia grega, Ino és filla de Cadme i Harmonia. Amb el títol d'emperadriu, Ino va rebre el nom d'Anastàsia, i oficialment Èlia Anastàsia.
Anastàsia no va ser l'única que va tenir el títol d'Augusta. Sofia va mantenir el seu rang i havia ocupat una part del palau imperial per les seves necessitats personals.
Es desconeix l'afiliació religiosa d'Anastàsia. Segons Joan d'Efes, ignorava les creences dels cristians vinculats al cristianisme calcedoni i els era hostil. Però tampoc va dir que defensés el monofisisme.